# George Hendrik Breitner
George Hendrik Breitner (12. září 1857 – 5. června 1923) byl nizozemský malíř a fotograf. Je důležitou postavou amsterdamského impresionismu a je známý zejména svými malbami pouličních scén a přístavů v realistickém stylu. Maloval plenér a začal se zajímat o fotografii jako prostředek dokumentující pouliční život a atmosférické efekty – zejména deštivé počasí – jako referenční materiály pro své obrazy.

## Životopis
George Hendrik Breitner se narodil v nizozemském Rotterdamu. V letech 1876–1880 navštěvoval Akademii umění v Haagu, kde byl při různých příležitostech odměněn jeho mimořádný talent. Od října 1878 do dubna 1879 působil jako učitel umění na Leidenské akademii Ars Aemula Naturae. V roce 1880 byl kvůli zneužití vyloučen z Akademie umění v Haagu, protože poškodil správní radu. Ve stejném roce žil u krajináře Willema Marise u Loosduinenu a byl přijat za člena Pulchri Studio, významné umělecké společnosti v Haagu. Později se distancoval od haagské školy a dnes je obecně považován za amsterdamského impresionistu.
V letech 1880–1881 pracoval na slavném Panorama Mesdag společně s Hendrikem Mesdagem, S. Mesdag-van Houtenem, Theophile de Bockem a Barendem Blommersem. V roce 1882 se setkal a spolupracoval s Vincentem van Goghem, s nímž často chodil skicovat do chudších oblastí Haagu. Breitner upřednostňoval modely dělnické třídy: dělníky, sluhy a lidi z okresů nižší třídy. Zájem o množství obyčejných lidí, který v té době pociťovalo mnoho umělců, živilo sociální svědomí francouzských spisovatelů, jako byl Émile Zola.
Byl spojován s nizozemskou literární skupinou známou jako Tachtigers (anglický překlad: „Eighty-ers“). Jednalo se o skupinu, která prosazovala impresionismus a naturalismus proti romantismu a ovlivňovala další malíře, jako jsou Isaac Israëls, Willem Witsen a básníky jako Willem Kloos.

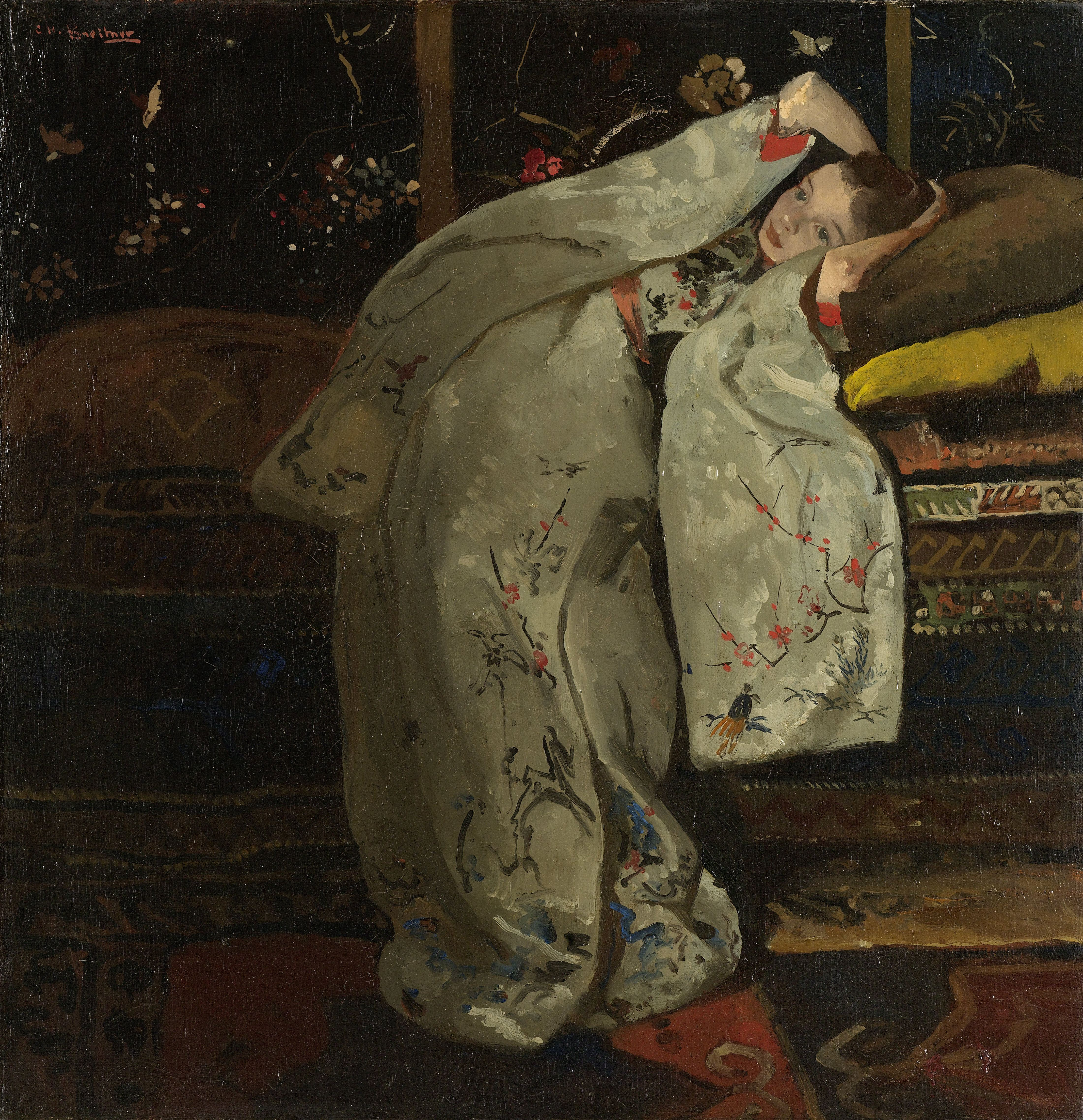
Meisje in de witte kimono (1894), Rijksmuseum, Amsterdam

V roce 1886 vstoupil na amsterdamskou Rijksakademie, ale brzy vyšlo najevo, že Breitner byl daleko za úrovní nabízeného vzdělání.

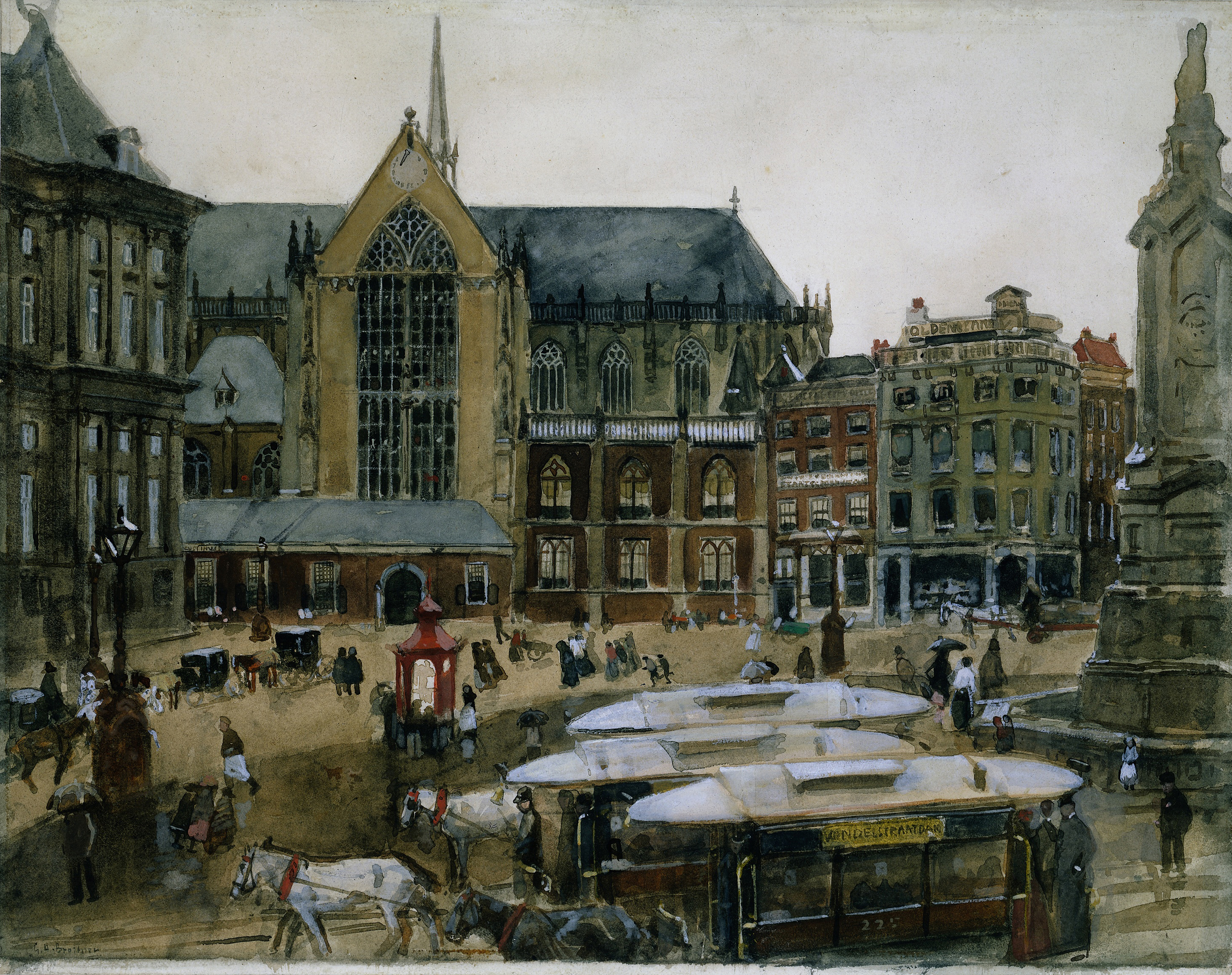
Gezicht op de Dam in Amsterdam, asi 1895), akvarel, 40 x 51 cm, Rijksmuseum, Amsterdam

Breitner se považoval za malíře lidí „le peintre du peuple“. Byl malířem pohledů na město par excellence: dřevěné základové pilíře u přístavu, demoliční práce a staveniště ve starém centru, koněspřežky, nebo kanály v dešti. Nervózními tahy štětcem zachytil dynamický pouliční život. V roce 1890 byly dostupné fotografické kamery a Breitner měl k uspokojení svých ambicí mnohem lepší nástroj. Začal se velmi zajímat o zachycení pohybu a osvětlení ve městě a stal se v tom mistrem. Není vyloučeno, že Breitnerova preference za oblačných povětrnostních podmínek a našedlá a nahnědlá paleta vyplynula z určitých omezení fotografického materiálu.
Breitner také maloval ženské akty, ale stejně jako Rembrandt byl kritizován, protože jeho akty byly namalovány příliš realisticky a neodpovídaly společeenskému ideálu krásy. Ve své době byly Breitnerovy obrazy obdivovány umělci a milovníky umění, nizozemští kritici umění však často opovrhovali jejich surovou a realistickou povahou.

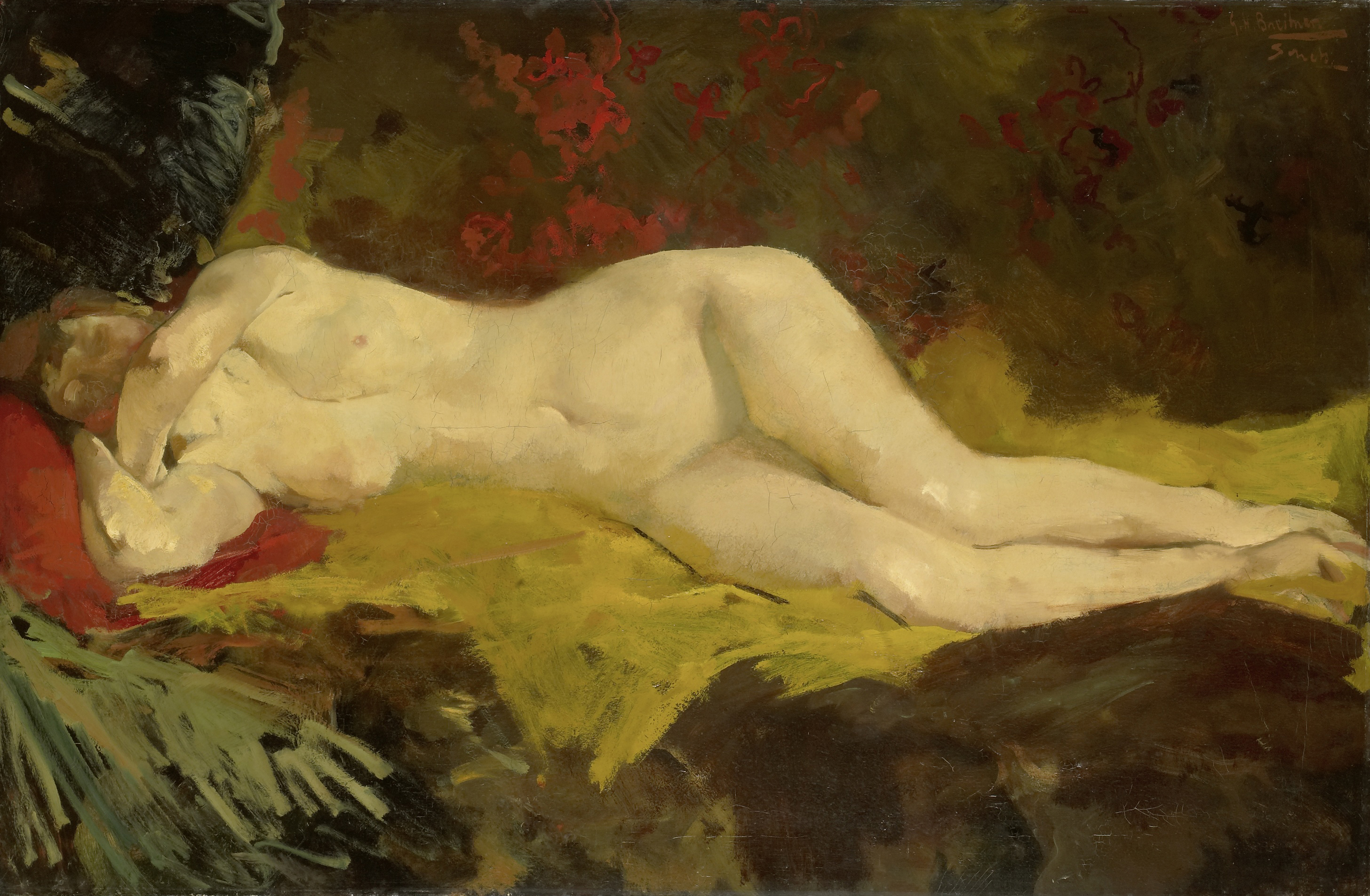
Ležící žena, olej na plátně (asi 1888), Stedelijk Museum, Amsterdam

Na přelomu století byl Breitner slavným malířem v Nizozemsku, o čemž svědčí velmi úspěšná retrospektivní výstava v Arti et Amicitiae v Amsterdamu (1901). Breitner v posledních desetiletích svého života často cestoval, mimo jiné navštěvoval Paříž, Londýn a Berlín a dále fotografoval. V roce 1909 odcestoval do Spojených států jako člen poroty na mezinárodní výstavu Carnegie v Pittsburghu.
Ačkoli Breitner brzy vystavoval také v zahraničí, jeho sláva nikdy nepřekročila hranice Nizozemska. V té době byl zahraniční zájem spíše o neoficiální a malebná díla; typická „holandskost“ haagské školy. Postupem času kritici ztratili o Breitnera zájem. Mladá generace považovala impresionismus za příliš povrchní. Usilovali o vyvýšenější a duchovnější formu umění, ale Breitner se těmito novými uměleckými trendy nenechal ovlivnit. Kolem let 1905–1910 vzkvétal pointilismus, jak jej praktikovali Jan Sluyters, Piet Mondrian nebo Leo Gestel. V letech 1911 až 1914 do Nizozemska postupně přicházely všechny nejnovější umělecké směry, včetně kubismu, futurismu a expresionismu. Breitnerova role současného historického malíře byla ukončena.
Breitner měl jen dva žáky, Kees Maks (1876–1967) a Marii Henrietu Mackenzie (1878–1961).
Zemřel 5. června 1923 v nizozemském Amsterdamu.

### Breitner a van Gogh

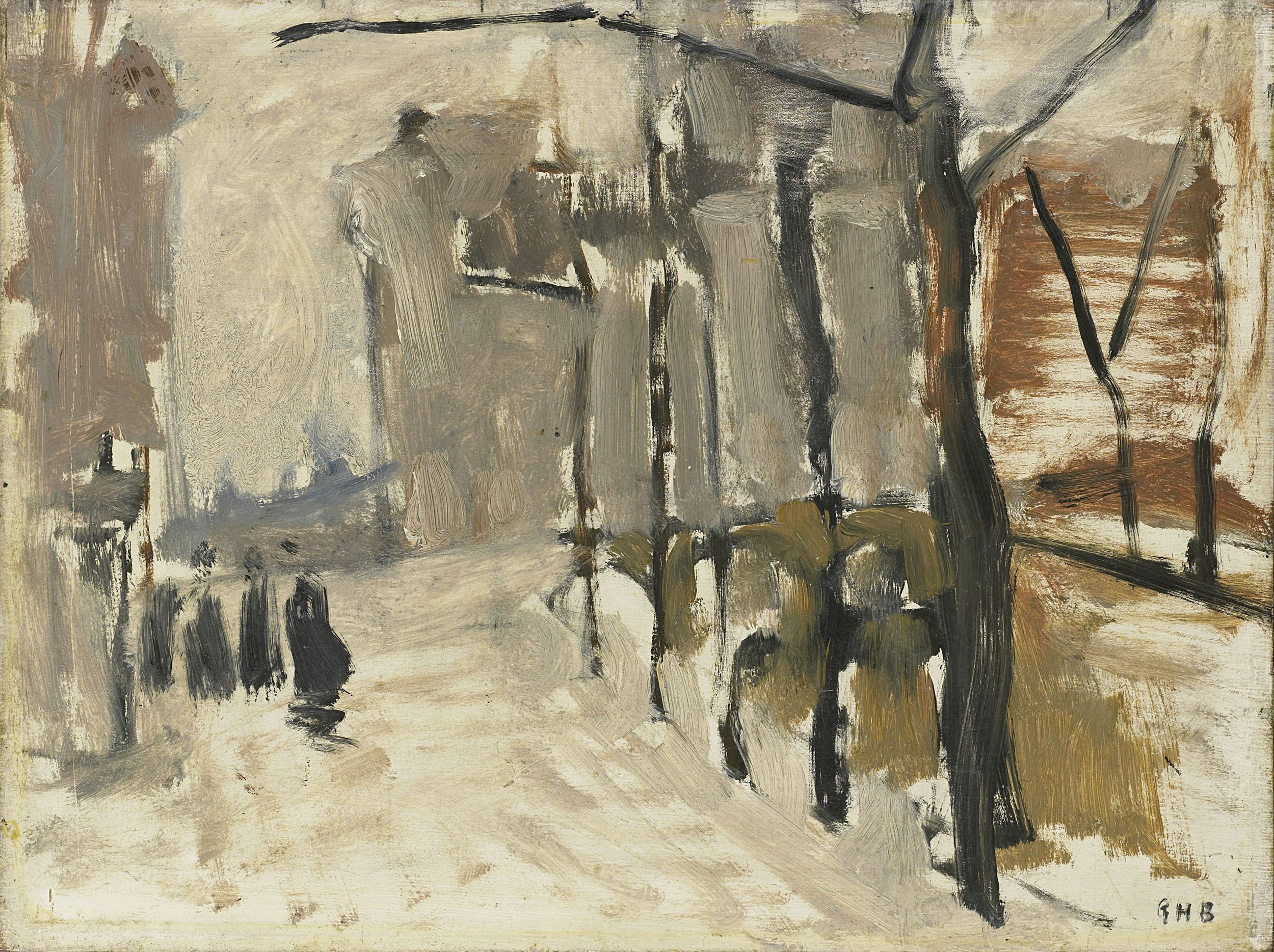
Ulice v Haagu (?), Rijksmuseum, Amsterdam (SK-A-3547).

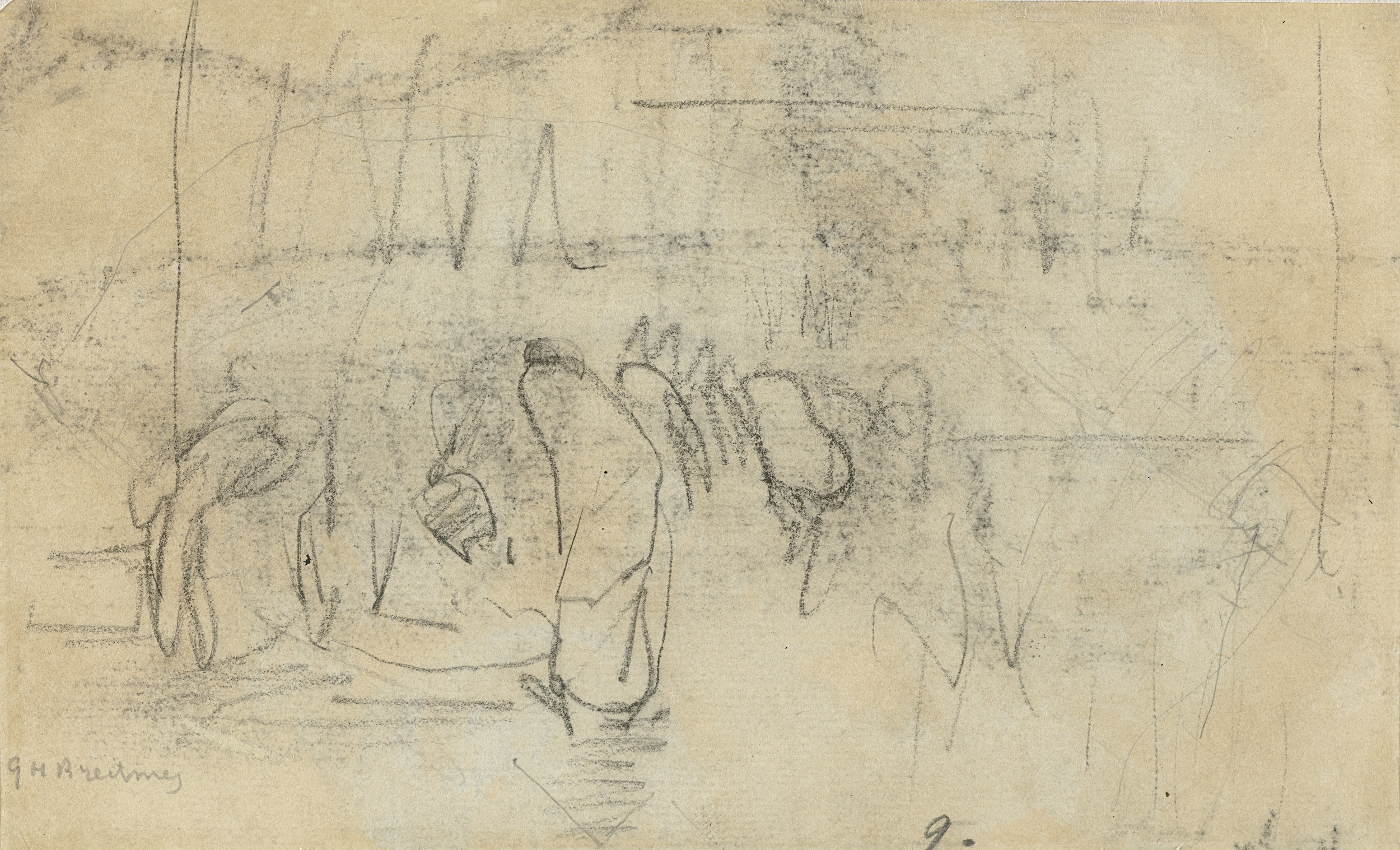
Náčrt lidí na ulici, Rijksmuseum, Amsterdam.

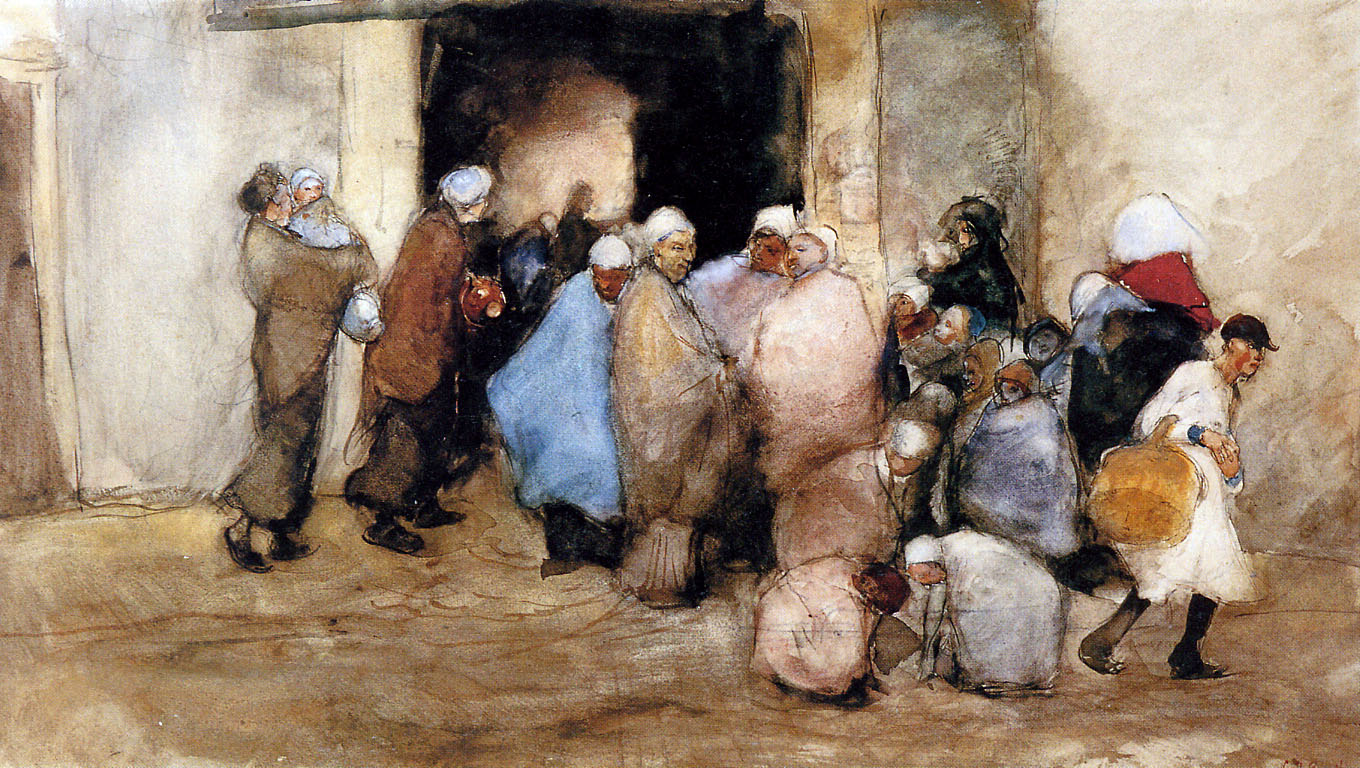
Distribuce polévky (1882), akvarel, Stedelijk Museum, Amsterdam.

V prvních měsících roku 1882 přišel Breitner do kontaktu s Vincentem van Goghem. Zdá se, že mu Van Gogha představil jeho bratr Theo a dvojice společně načrtávala dělnické čtvrti v Haagu. Breitner k tomu měl motivaci, protože se považoval za malíře obyčejného lidu. Van Gogh byl zpočátku v každém případě více zaměřen na nábor modelů. Je pravděpodobné, že Breitner představil van Goghovi romány Émila Zoly a základy sociálního realismu.
Breitner byl hospitalizován v dubnu. Van Gogh ho navštívil v nemocnici, ale Breitner návštěvu neopětoval, když byl o dva měsíce později hospitalizován samotný van Gogh, a znovu se setkali až v červenci následujícího roku, kdy byl van Gogh na pokraji opuštění v Haagu a Breitner trávil více času v Rotterdamu než v Haagu. V té době van Gogh poskytl Theovi méně než lichotivou zprávu o Breitnerových obrazech jako o plesnivých tapetách, ačkoli říkal, že si nakonec myslí, že to bude v pořádku. Z jeho strany neexistují důkazy o tom, že by Breitner viděl v díle van Gogha něco pozoruhodného. Později si vzpomněl, že skicování s van Goghem bylo problematické, protože zatímco Breitner nenápadně načrtávall poznámkový blok, van Gogh byl naložen aparaturou a přitahoval nepřátelskou pozornost.
Dva roky po van Goghově smrti Breitner napsal, že se mu van Goghovy obrazy nelíbí: „Nemohu si pomoci, ale zdá se mi to jako umění pro Eskymáky, nemohu si to užít. Upřímně mi to připadá hrubé a nechutné, bez jakéhokoli rozdílu, a co víc, všechno to ukradl Milletovi a dalším. “

## Dědictví

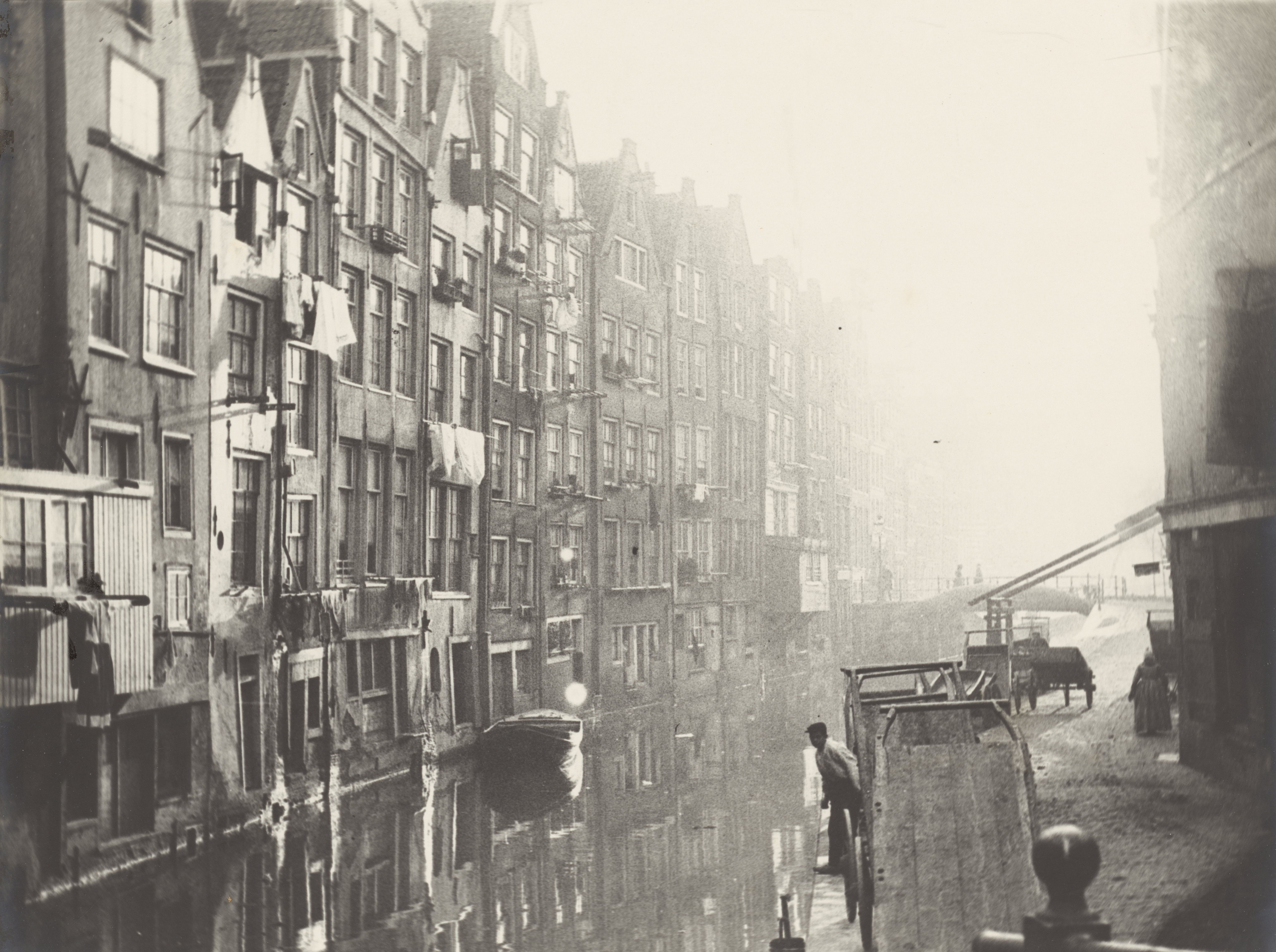
Oudezijds Achterburgwal, Amsterdam (1890–1900), fotografie, 30 x 35 cm, Rijksmuseum, Amsterdam

Breitner představoval v Nizozemsku sociální realismus, který vytvořil inspirační vlny podobné těm Courbetovým a Manetovým ve Francii. V jeho raných létech hrál vlivnou roli A. P. van Stolk, který se zajímal o umění. Finančně mladého malíře podporoval v letech 1877 až 1883, ale jeho konzervativní vkus se neshodoval s Breitnerovým zvláštním stylem.
Objev velké sbírky fotografických tisků a negativů v roce 1996 jasně ukázal, že Breitner byl také talentovaným fotografem pouličního života ve městě. Někdy vytvářel různé záběry stejného tématu, z různých perspektiv nebo za různých povětrnostních podmínek. Fotografie někdy tvořily okamžitý podklad pro konkrétní obraz, například pro Dívku v červeném kimonu. Při jiných příležitostech Breitner využíval fotografii k obecnému použití, k zachycení atmosféry, světelného efektu nebo počasí ve městě v určitém okamžiku.

## Trh s uměním

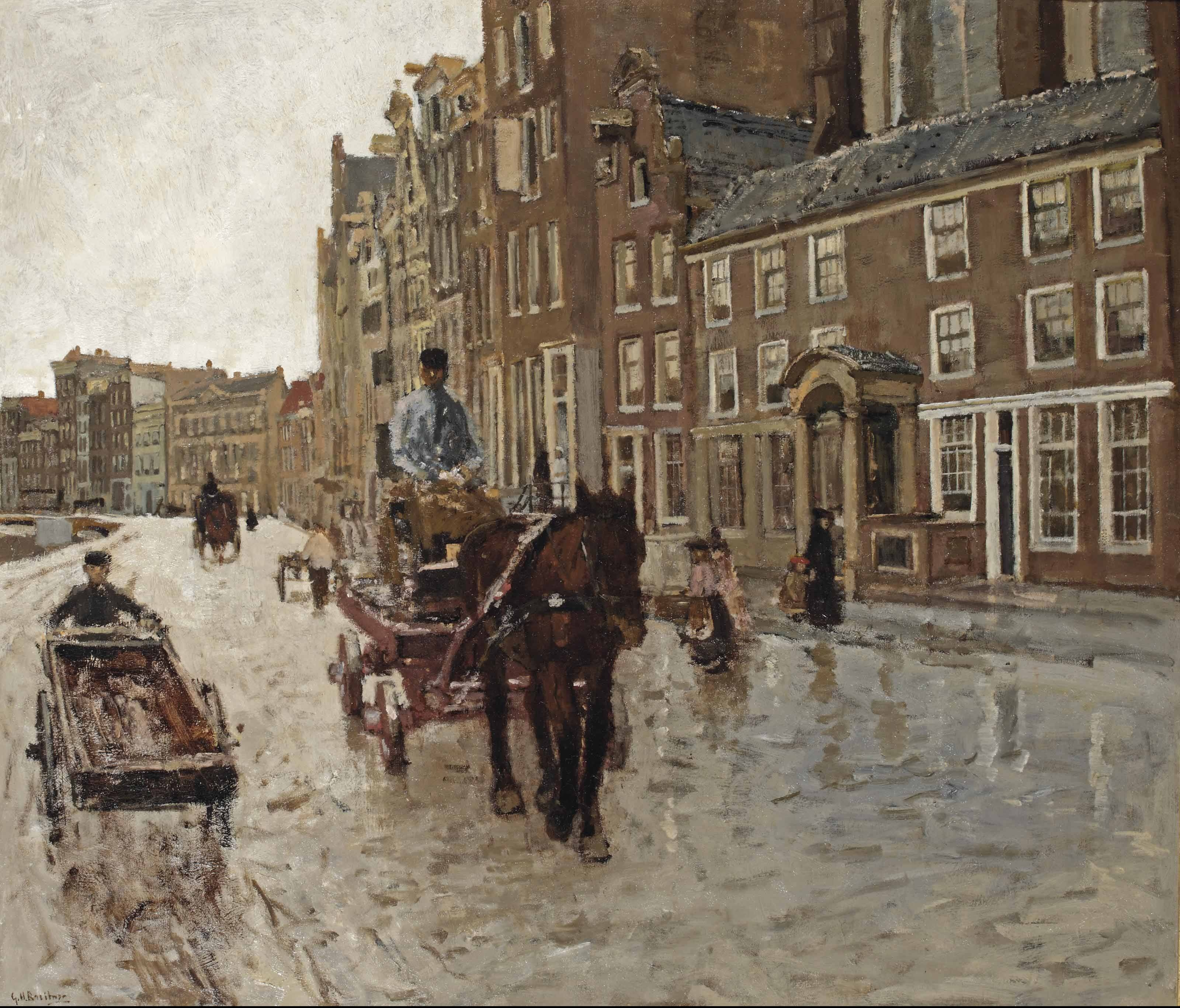
Rokin s Nieuwezijdskapel, Amsterdam, asi 1904, olej na plátně

Dívka v červeném kimonu při prodeji Christie's Amsterdam v říjnu 2003 dosáhla částky 582 450 EUR. Kupujícím byl Robert Noortman. Modelem pro obraz byl Geesje Kwak, předmět série sedmi obrazů a studií Breitnera o dívce oblečené v červeném nebo bílém kimonu, ležící na posteli nebo stojící před zrcadlem. Obraz je považován za vrcholný bod nizozemského japonismu.
V dubnu 2005 se dílo Rokin s Nieuwezijdskapel v Amsterdamu prodal v aukci Christie's v Amsterdamu za 415 200 EUR.
Gezicht op Keizersgracht hoek Reguliersgrach (Elegantní dáma procházející se podél kanálu v Amsterdamu) dosáhla při prodeji v Christie's Amsterdam v říjnu 2007 částku 760 250 EUR. Scéna je v Amsterdamu významným skvostem krásy a paleta je spíše jasnější než Breitnerova norma, i když ve srovnání s jeho francouzskými protějšky je stále tlumená.

## Vlivy
Breitner Academie (2016-současnost). Od roku 2016 sídlí v Amsterdamu Akademie výtvarných umění na adrese Overhoeksplein 1–2, vedle filmového muzea EYE Film Institute a Tolhuistuin. Akademie byla přejmenována na Breitner Academie, pojmenovanou podle amsterdamského umělce George Hendrika Breitnera.

## Galerie
Fotografie George Hendrika Breitnera:

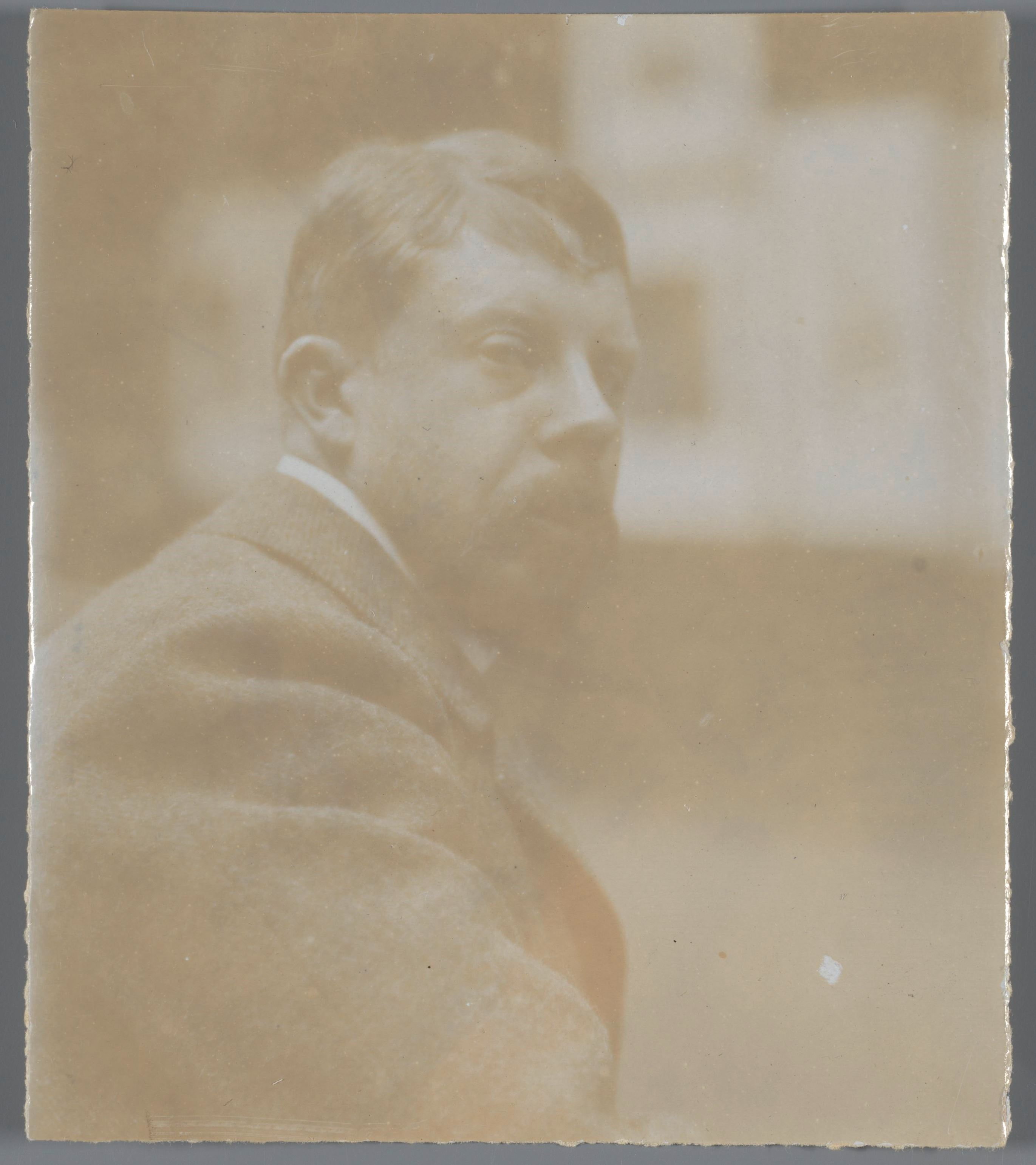
Autoportrét, 1901-1902
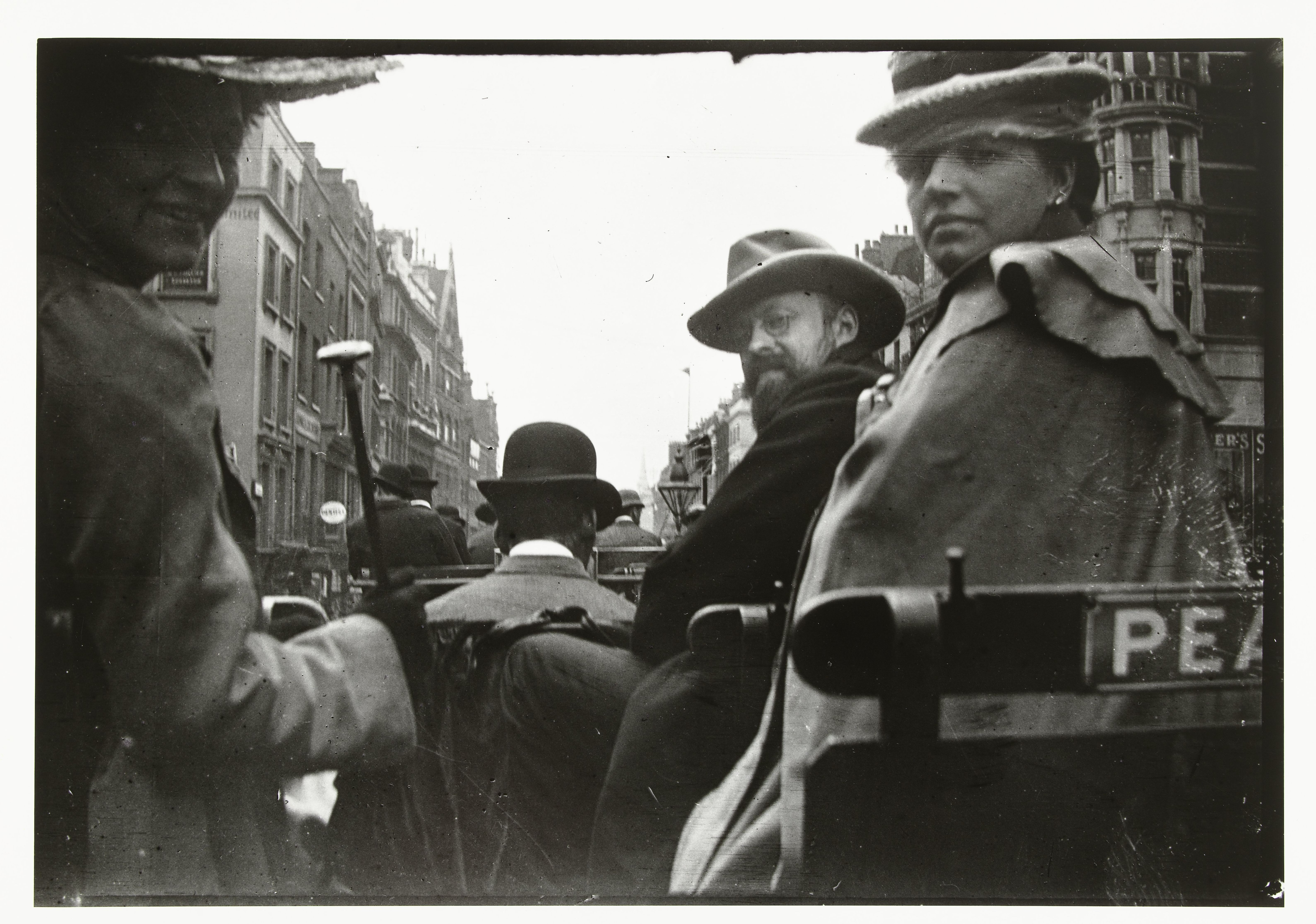
George Breitner a Marius Bauer v londýnském kočáru
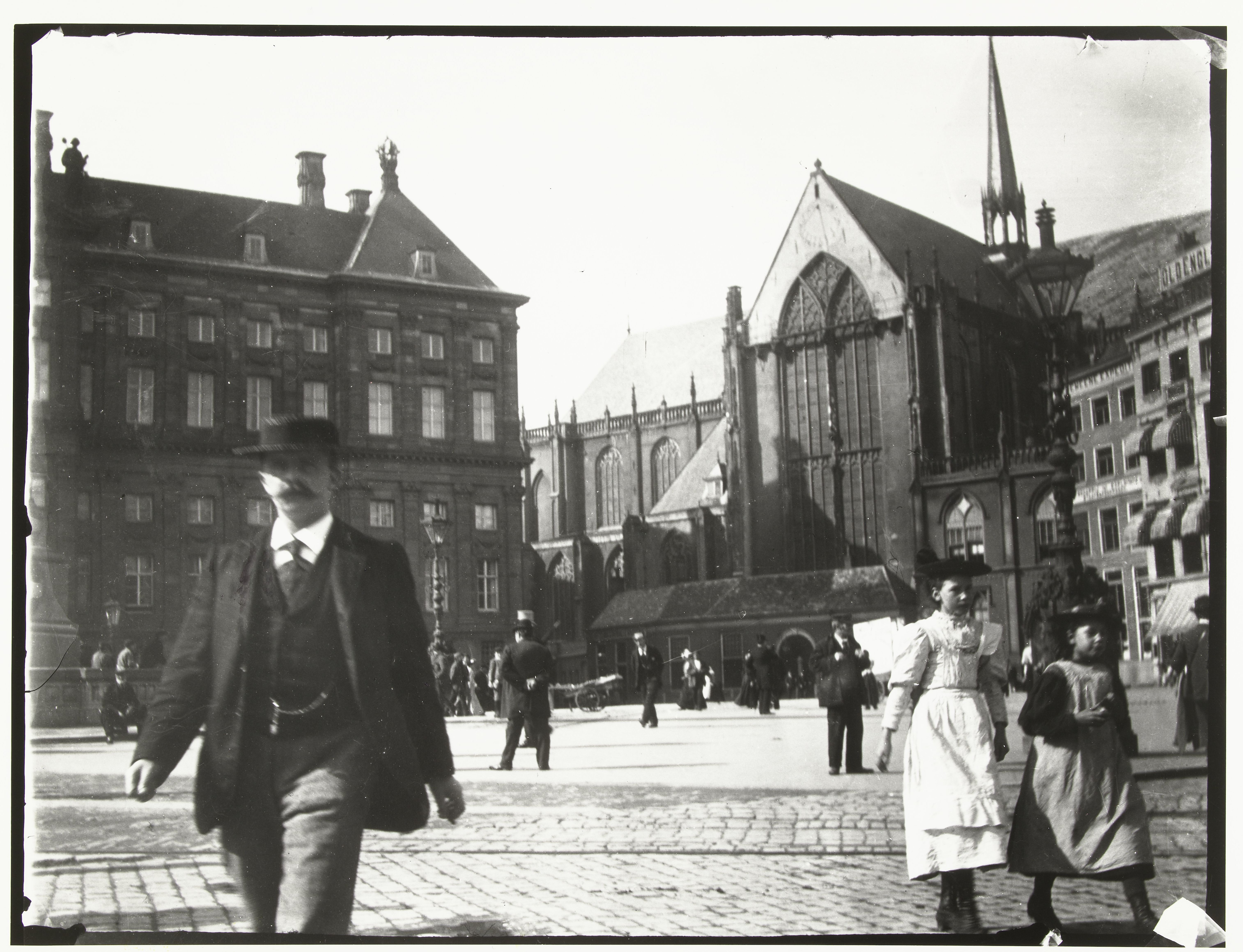
Pohled na náměstí Dam, Amsterdam
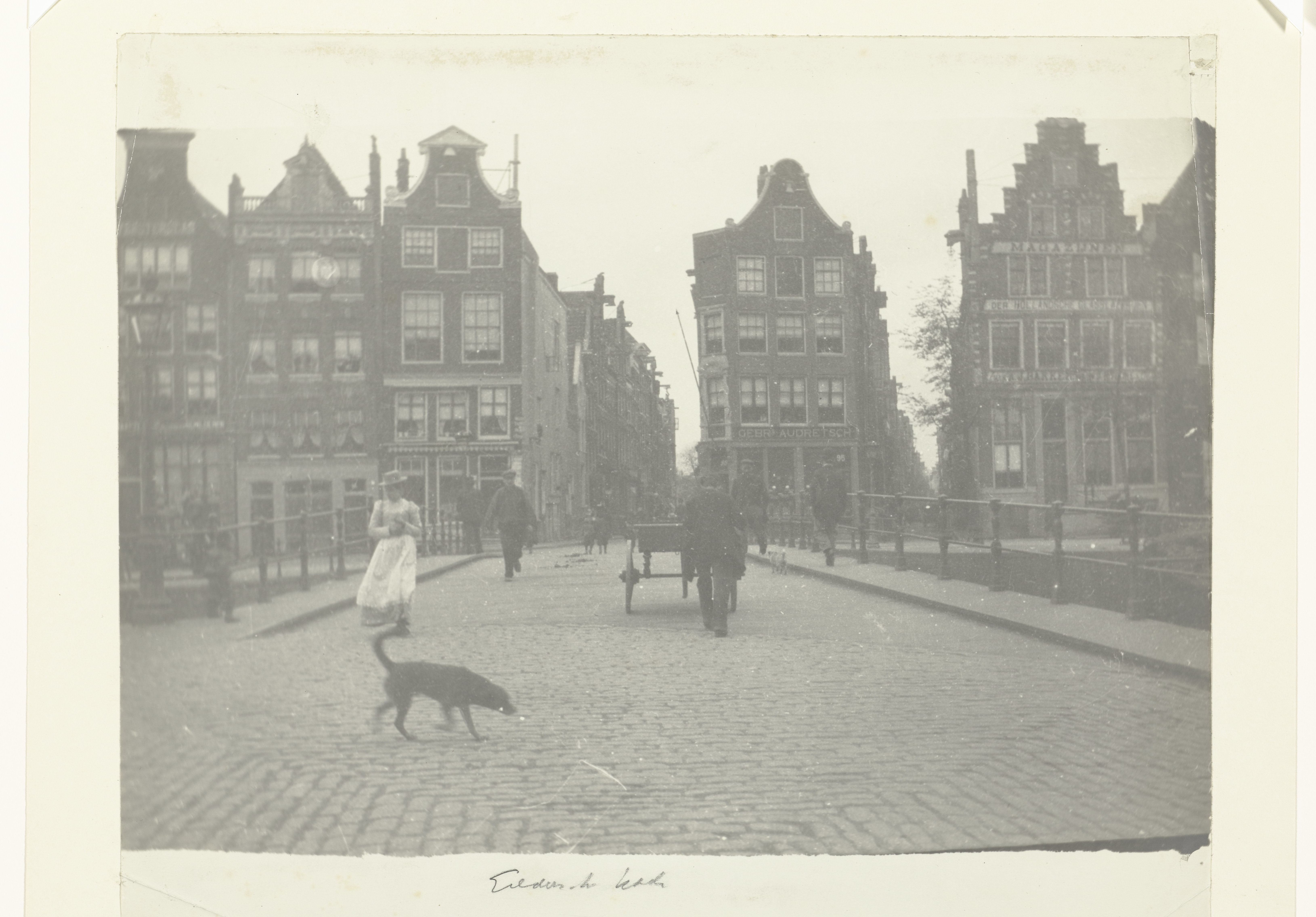
Pohled na nábřeží v Amsterdamu
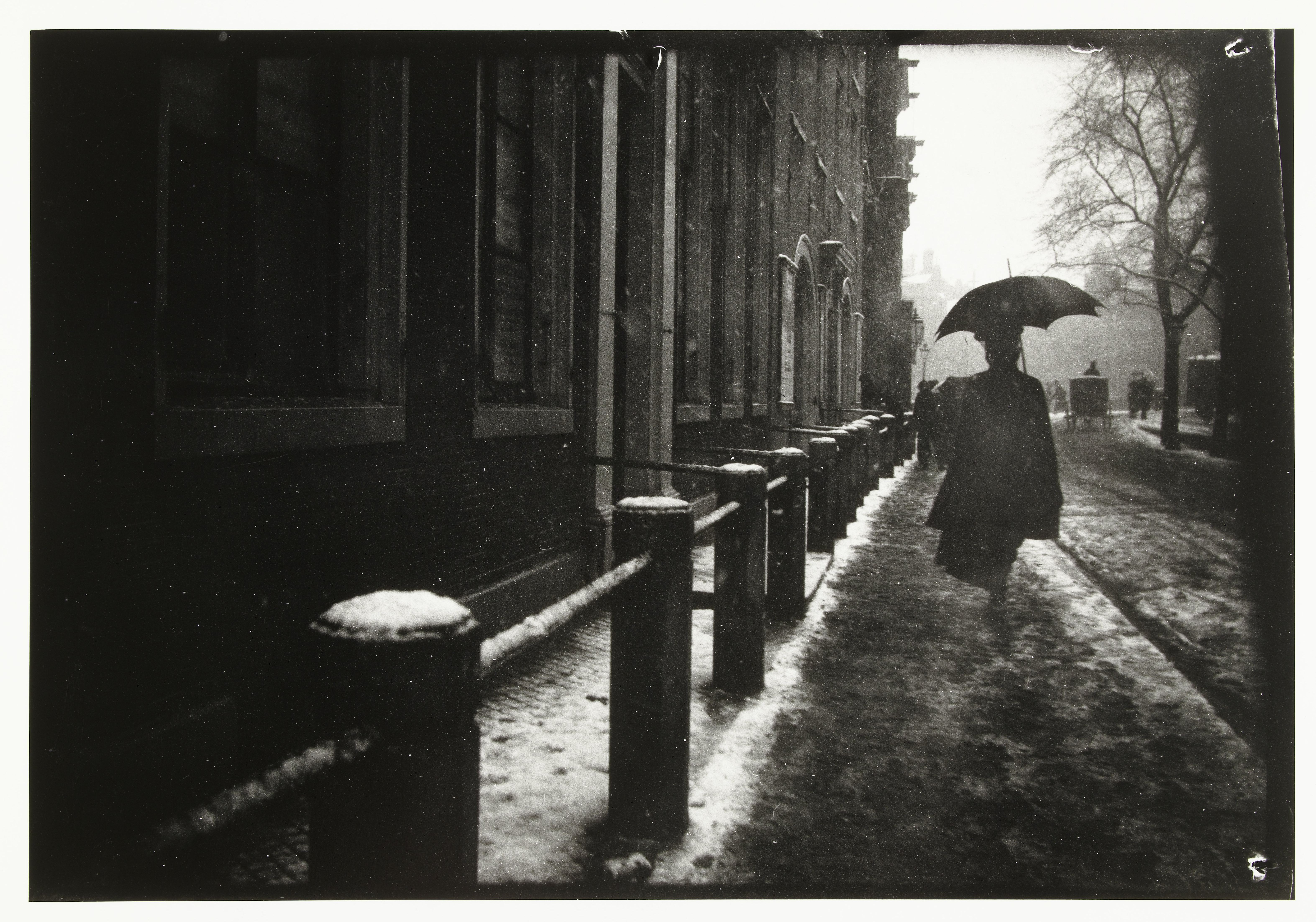
Gezicht op de Singel in Amsterdam op een regenachtige dag
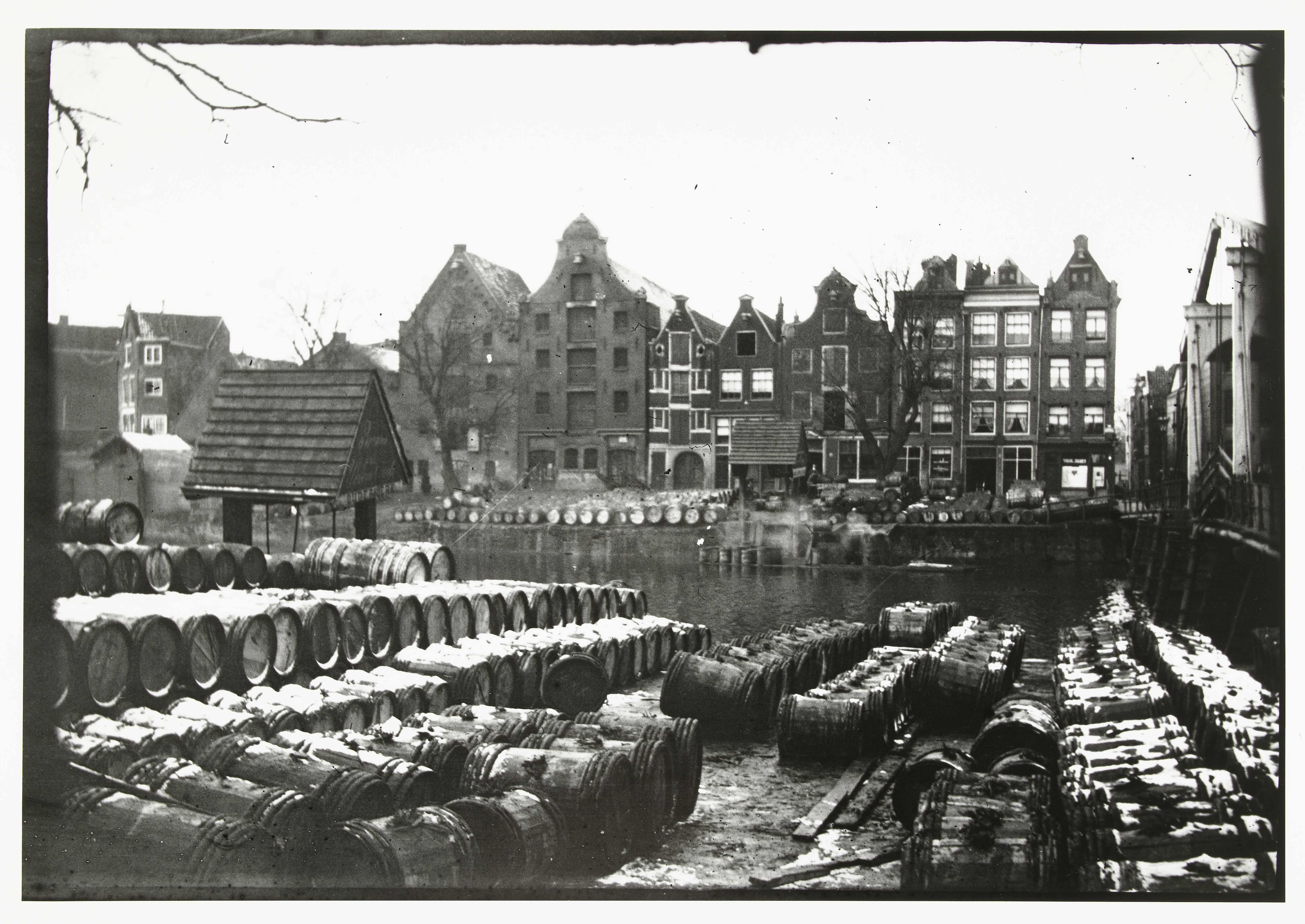
Gezicht op de Teertuinen op het Prinseneiland, Amsterdam
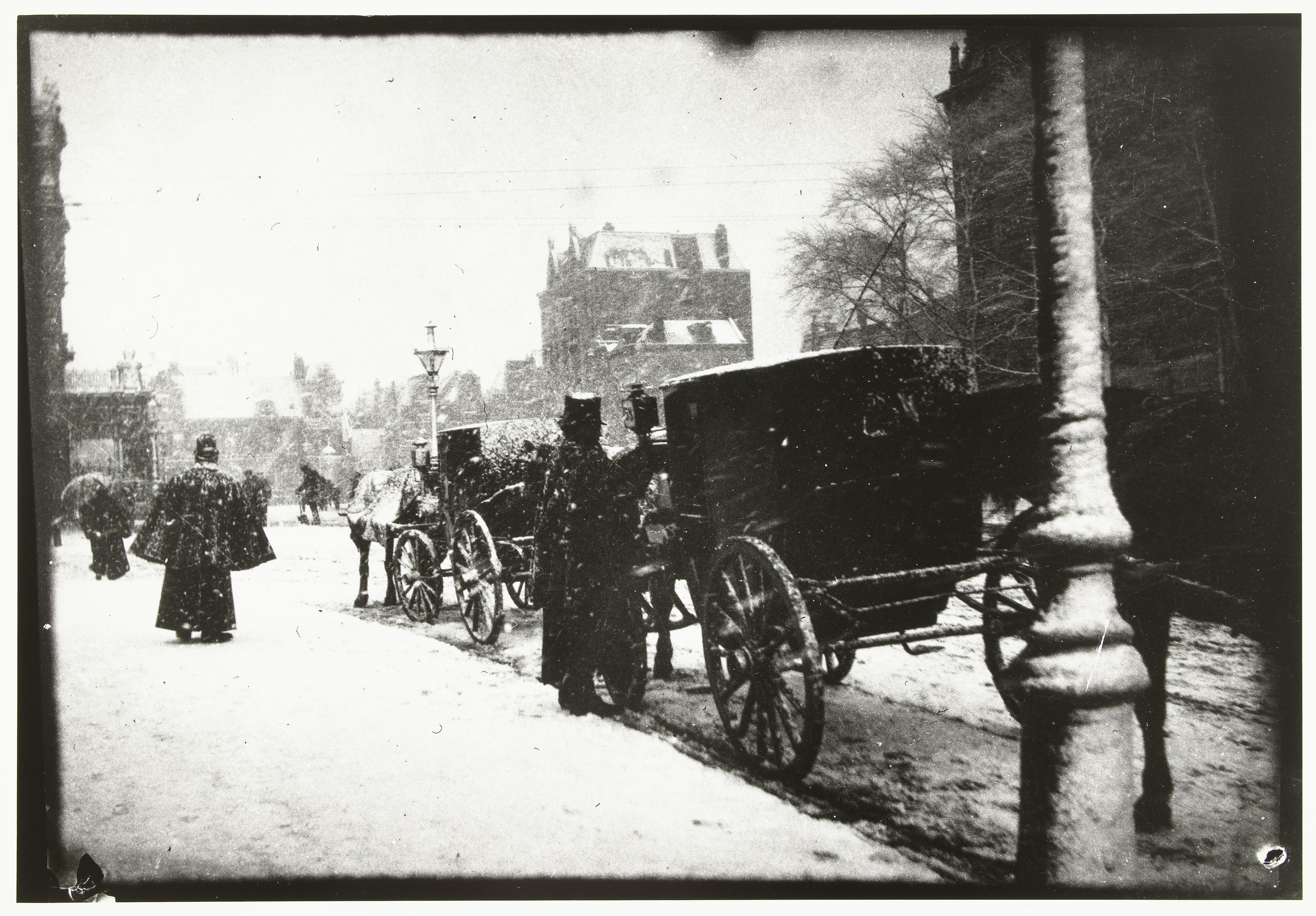
Gezicht op het Leidseplein in Amsterdam met rijtuigverkeer op een winterse dag
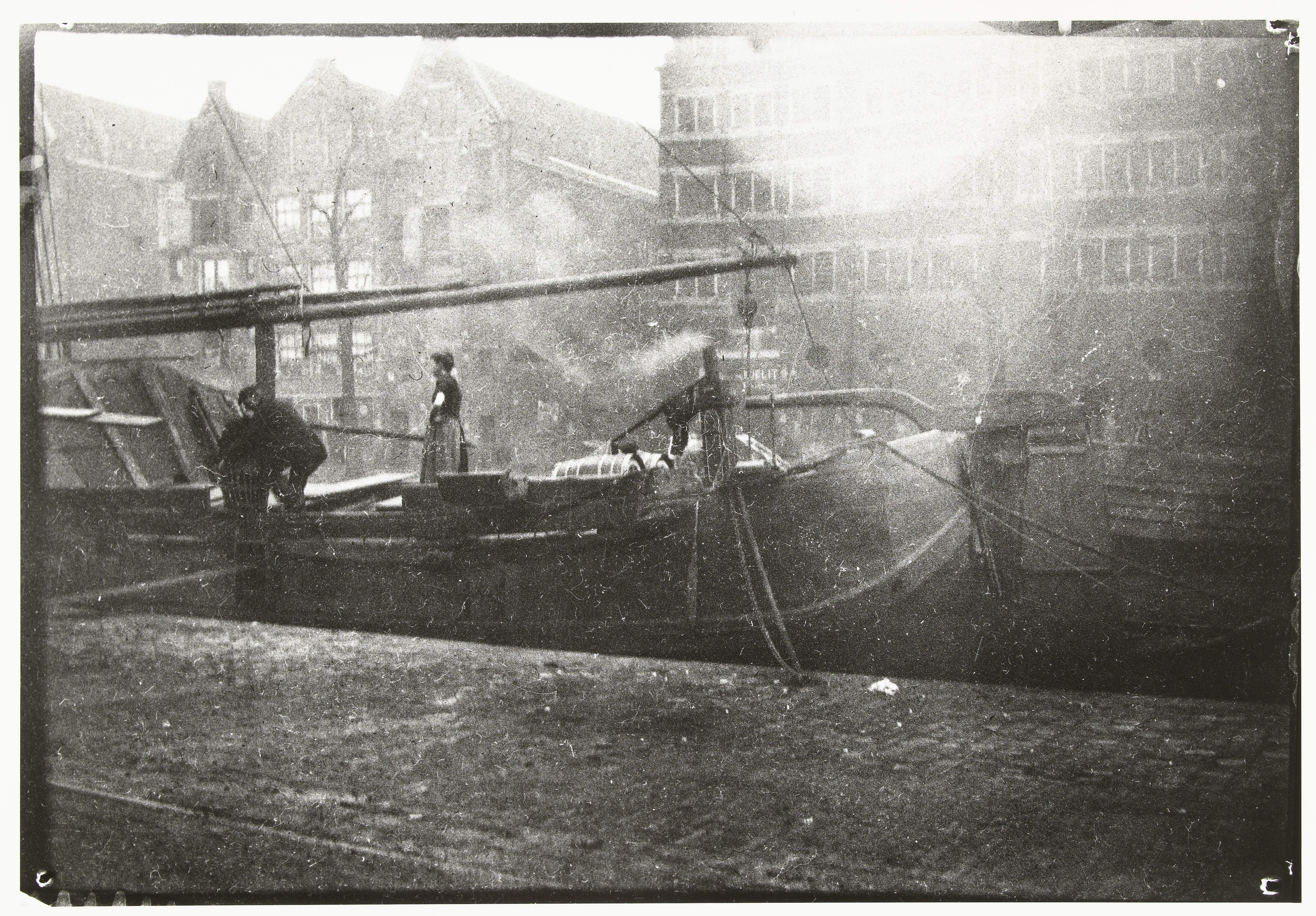
Gouvernementspakhuizen aan de Brouwersgracht, Amsterdam
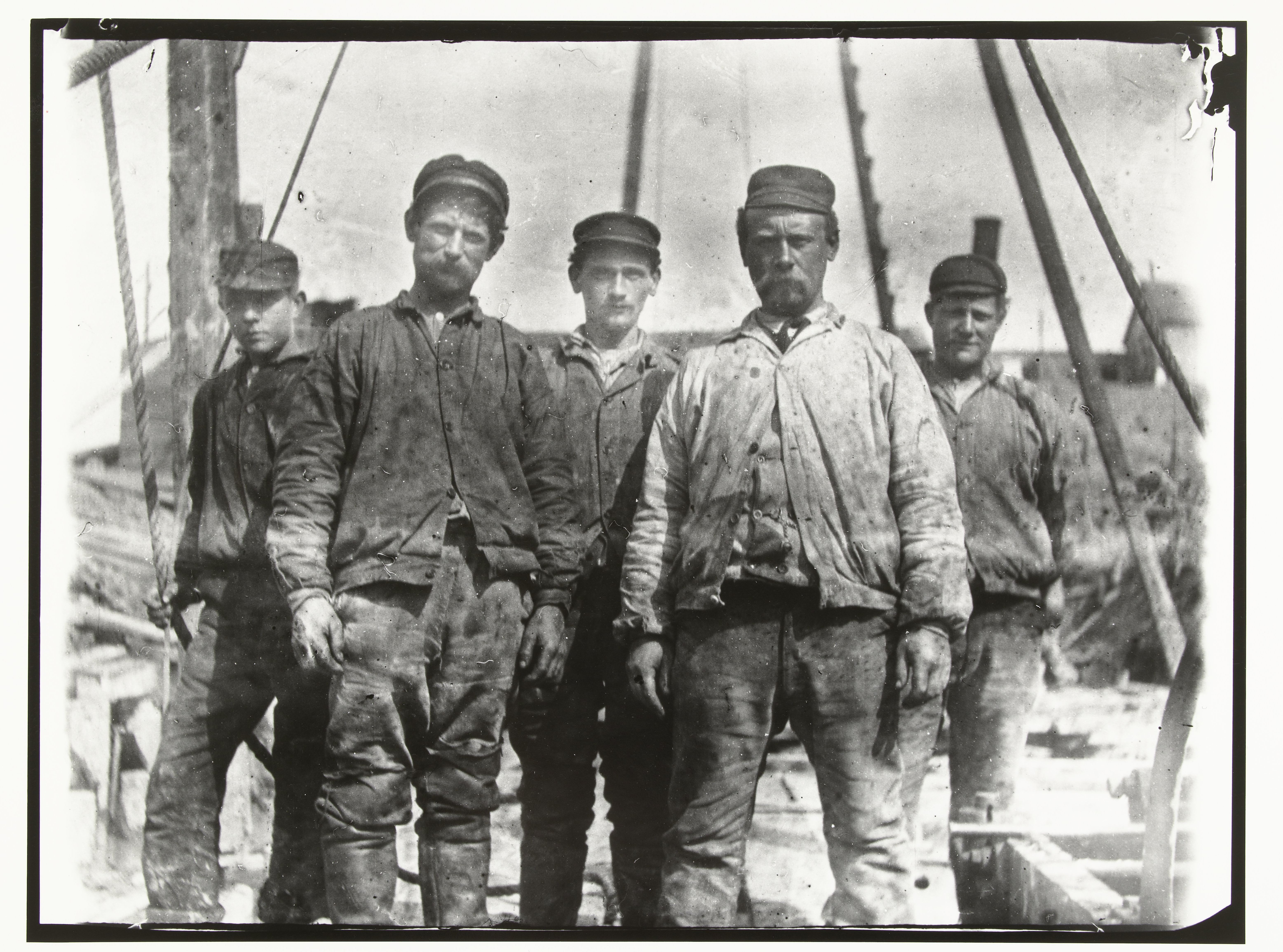
Groepsportret van arbeiders bij de Van Diemenstraat, Amsterdam
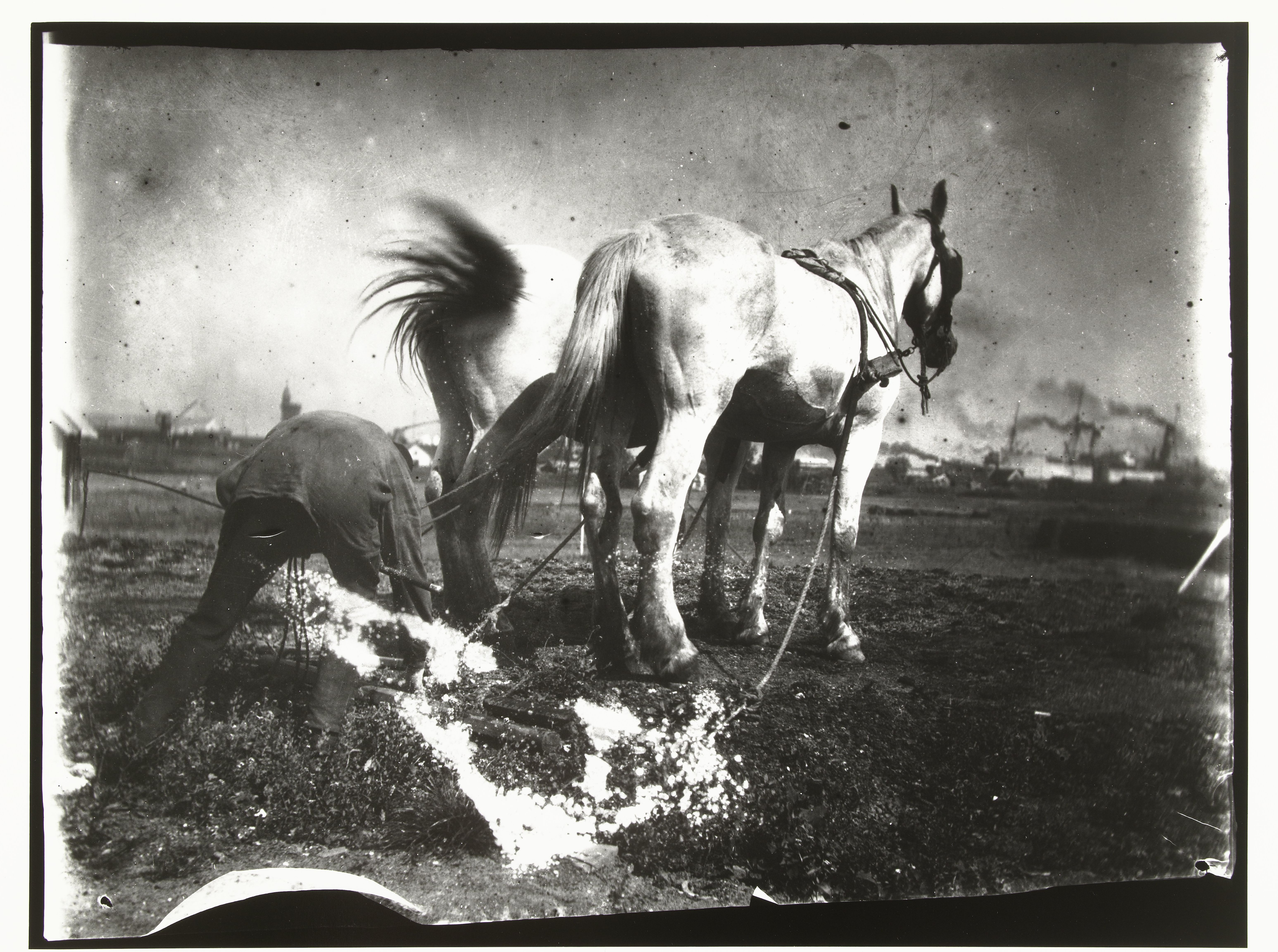
Het ploegen van een veld door paarden
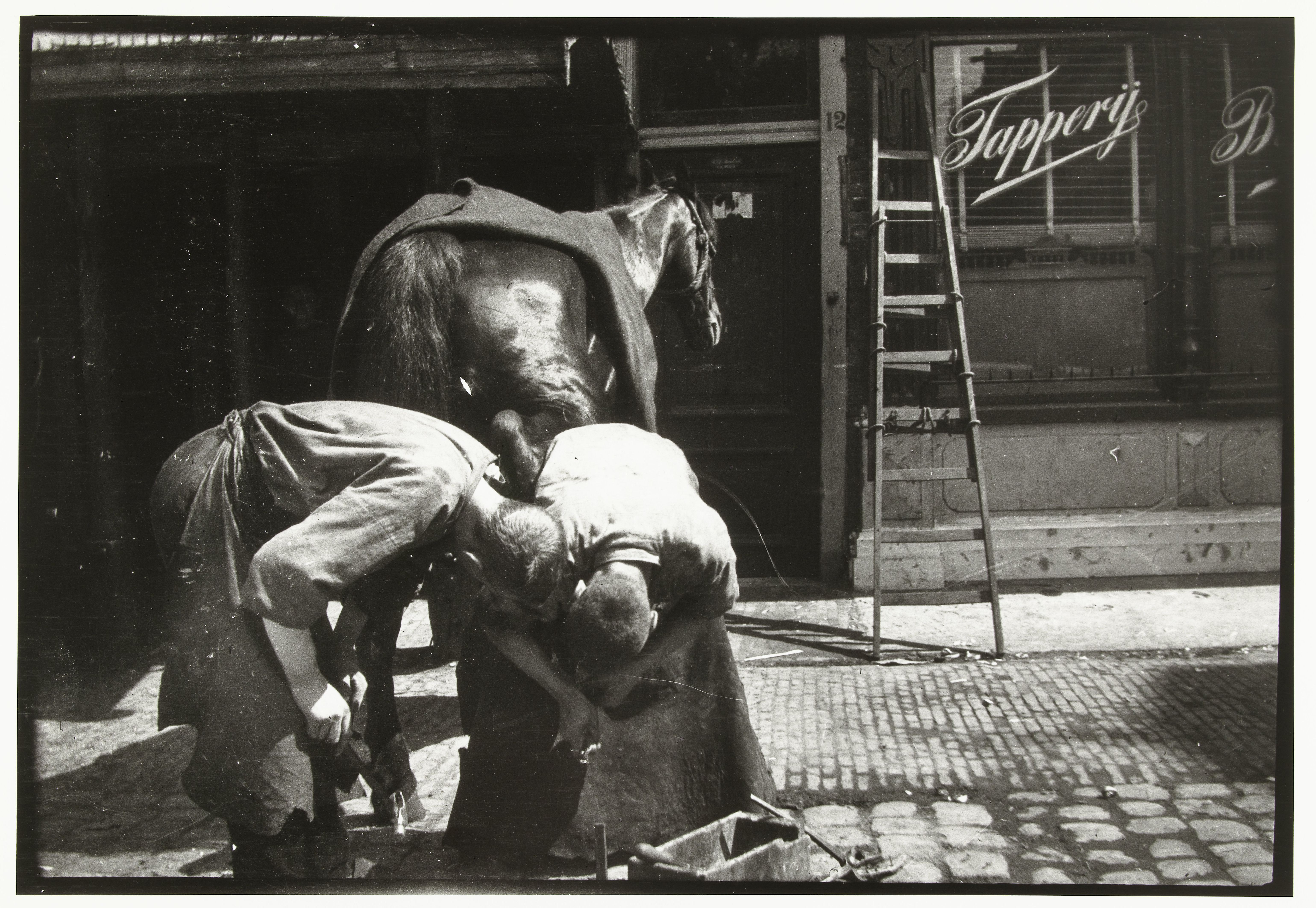
Hoefsmid aan het werk met een paard
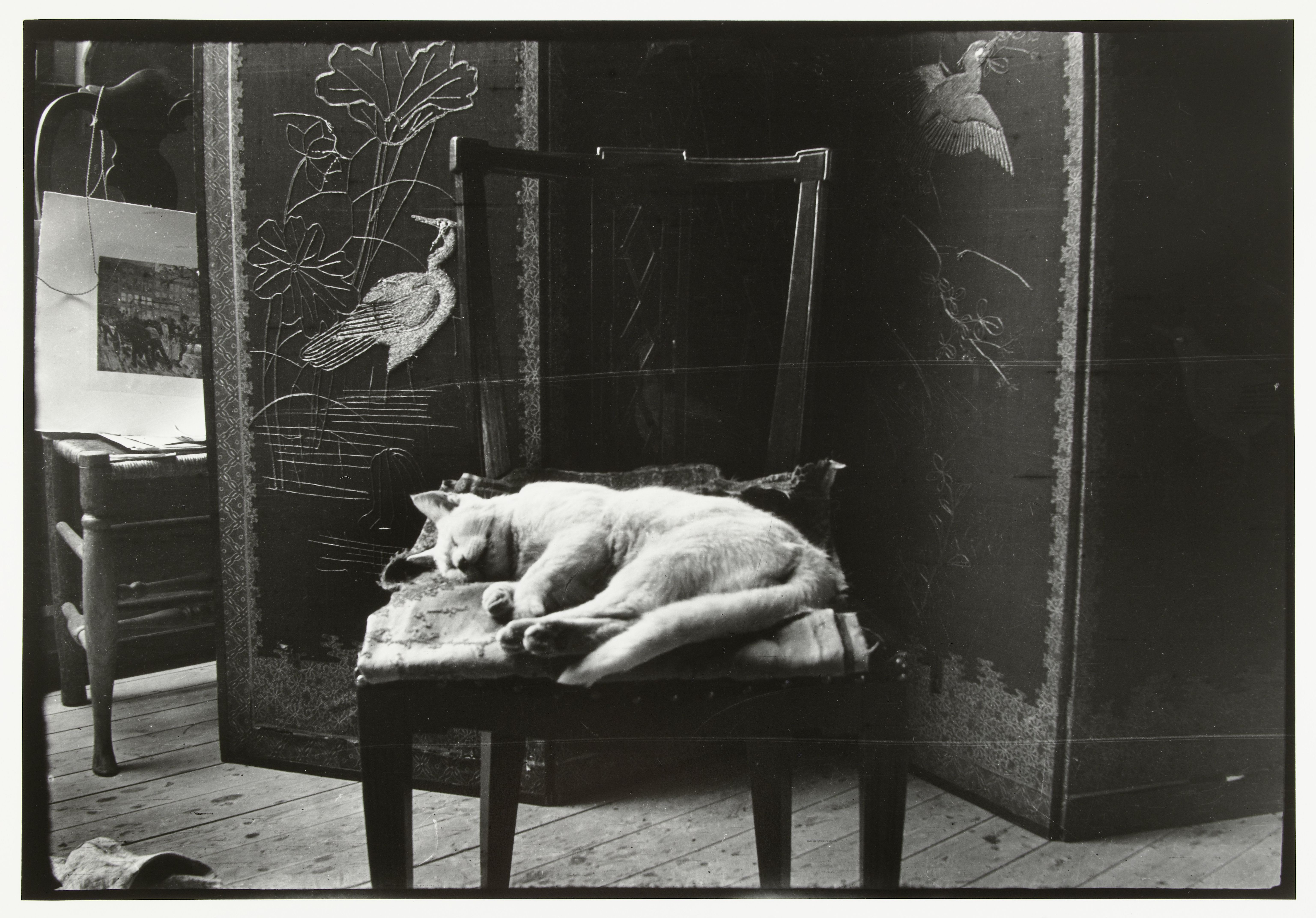
Kat op een stoel in Breitner's atelier in Amsterdam
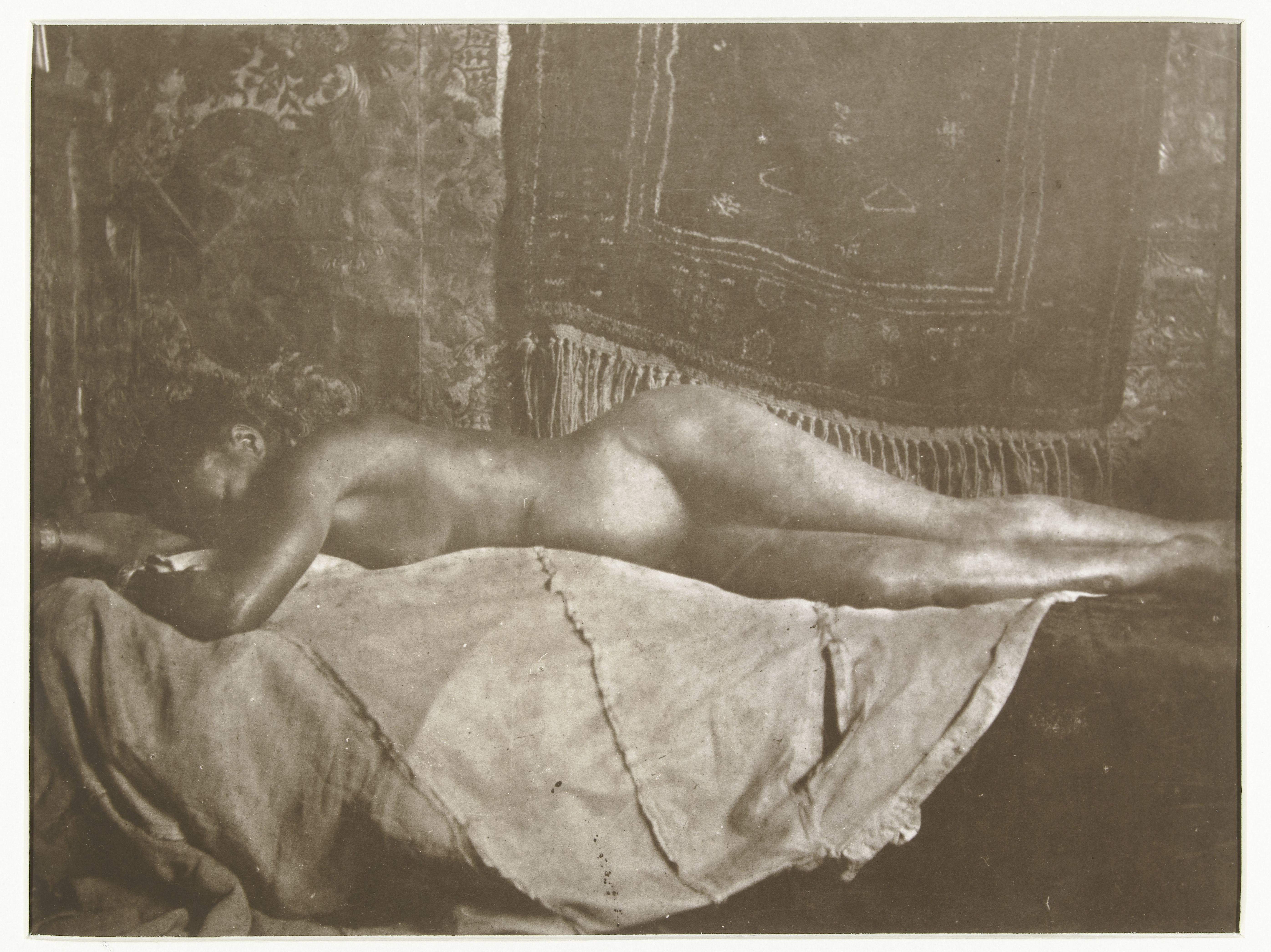
Ležící akt
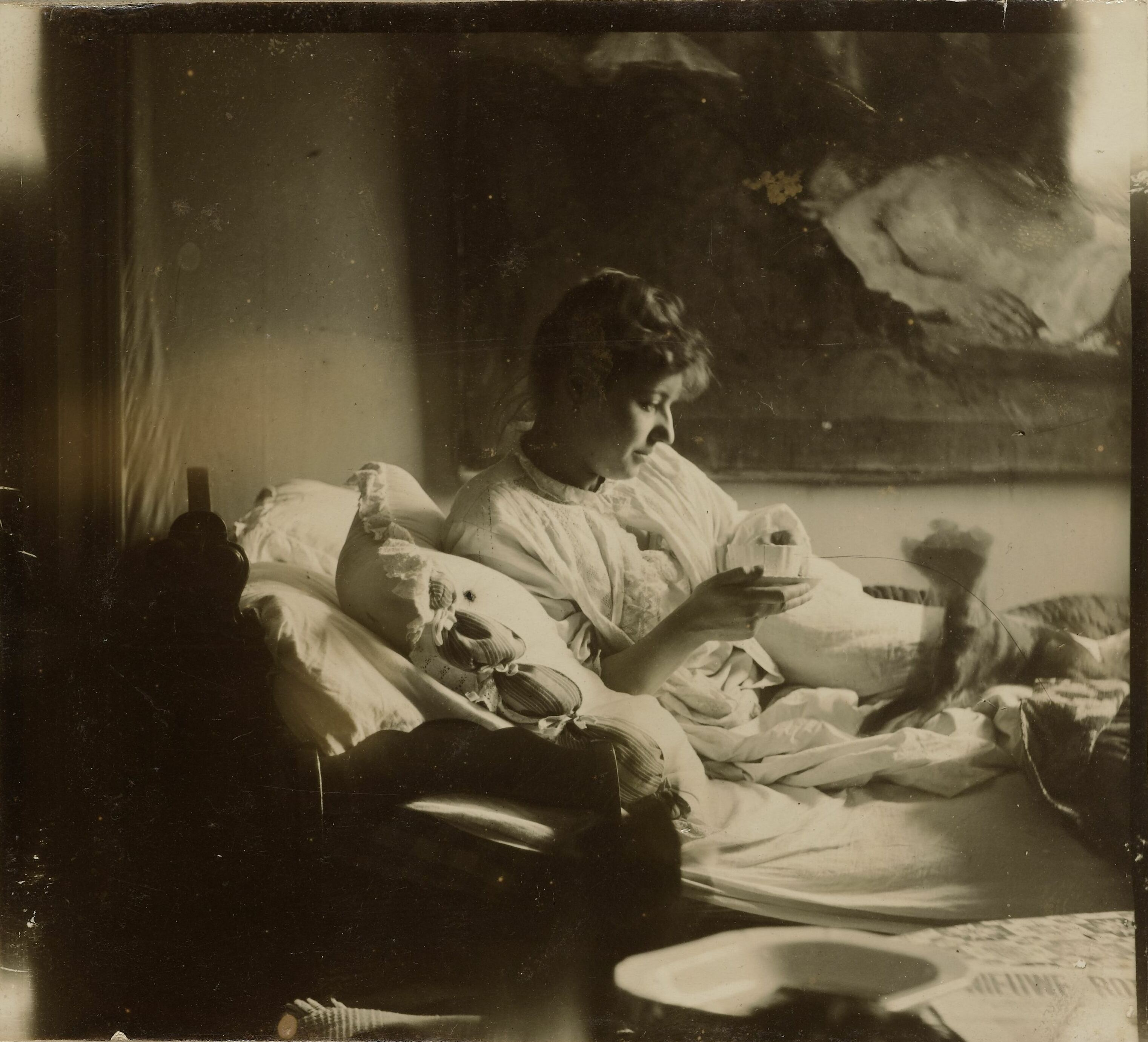
Marie Jordan met hond op bed en een theekop in haar handen
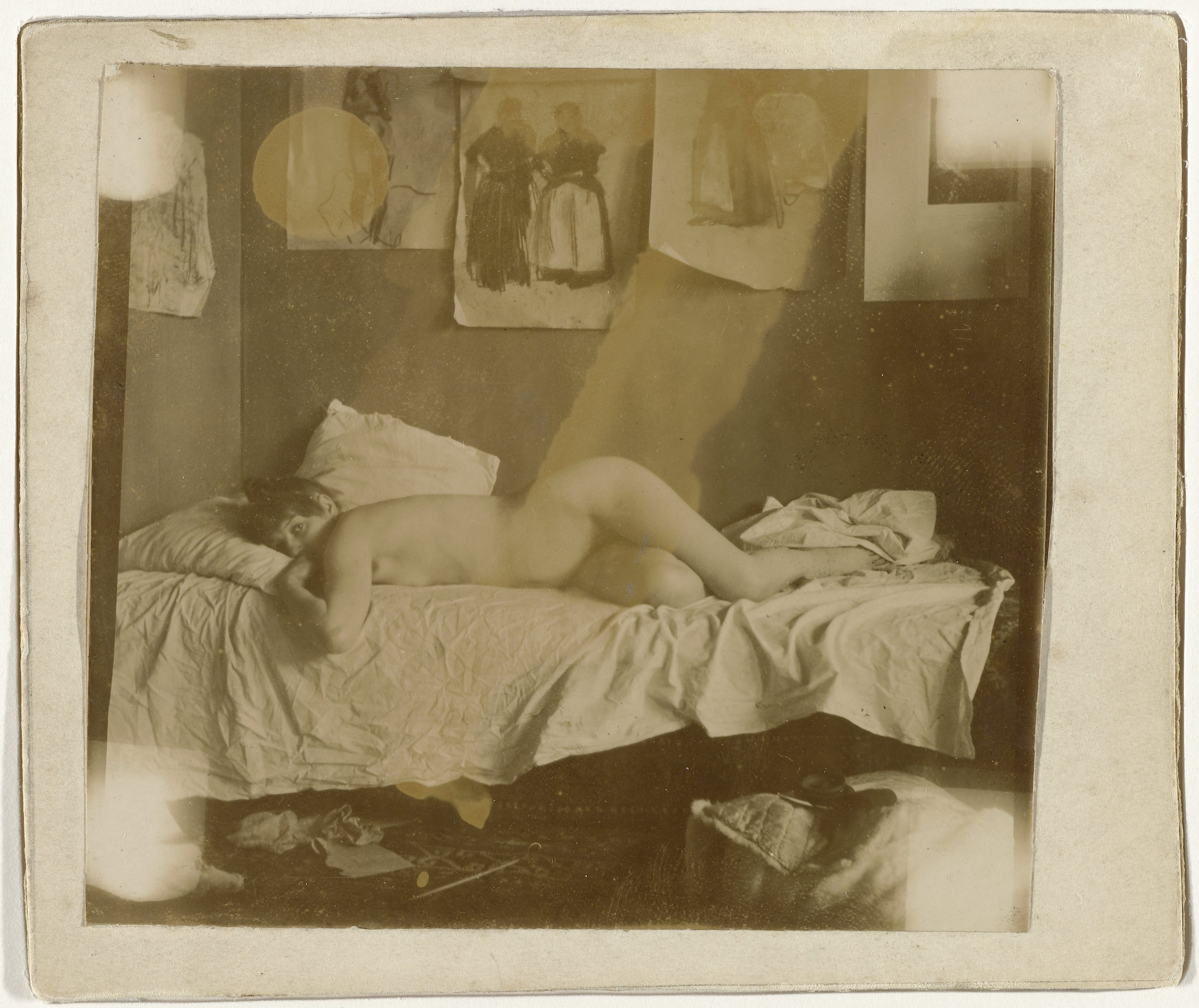
Marie Jordan naakt liggend op een bed
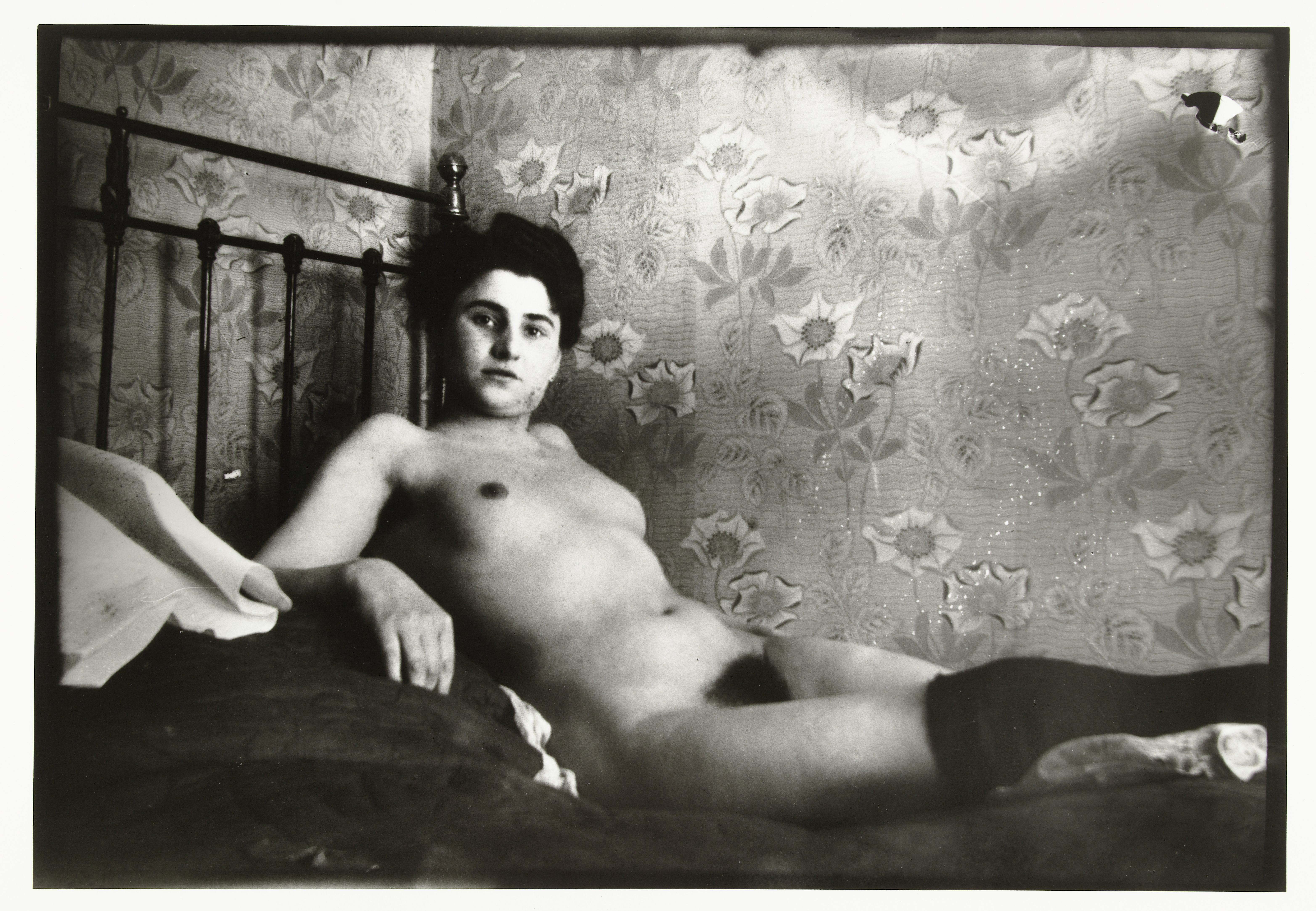
Portret van een liggend vrouwelijk naakt
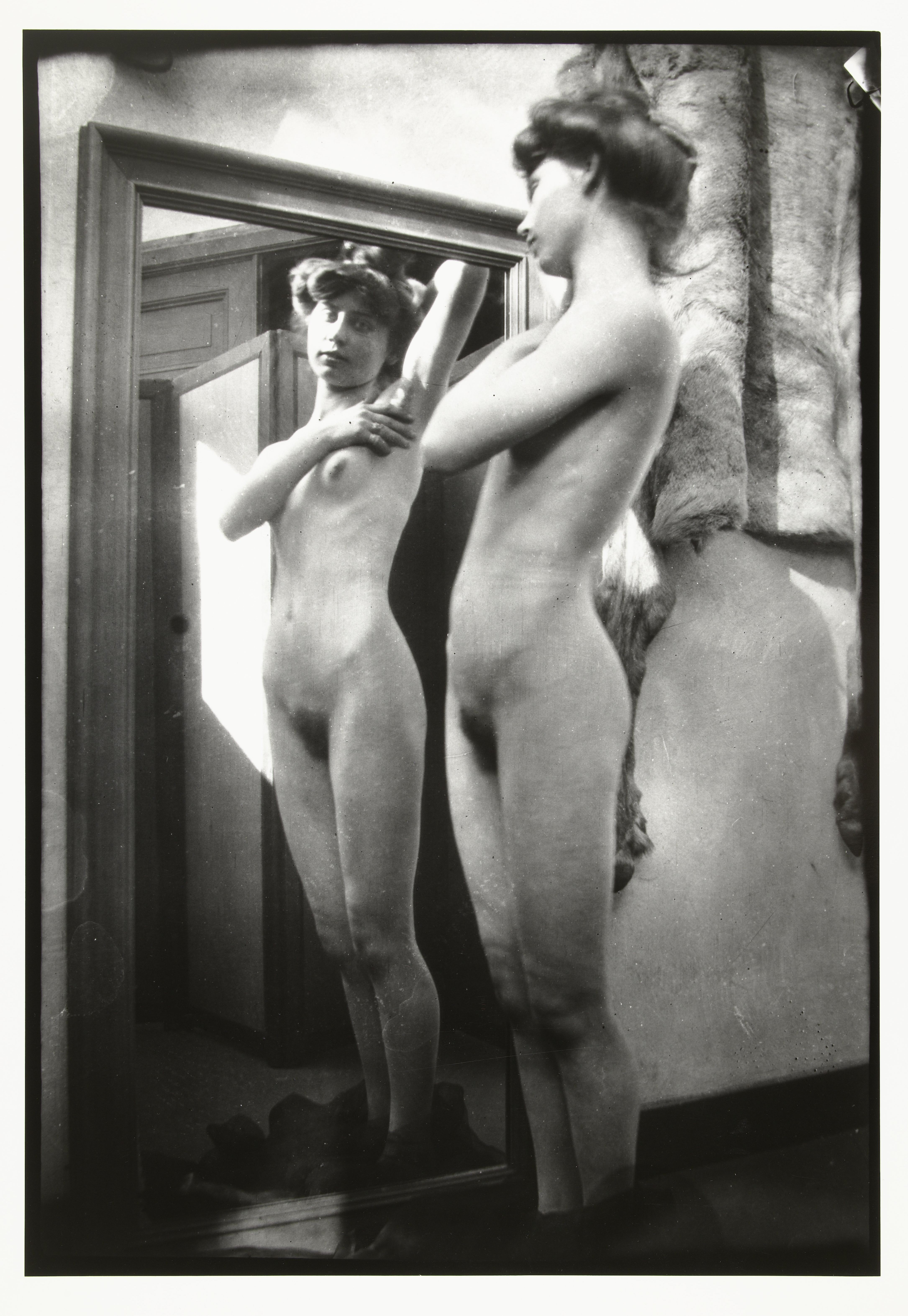
Vrouwelijk naakt voor spiegel
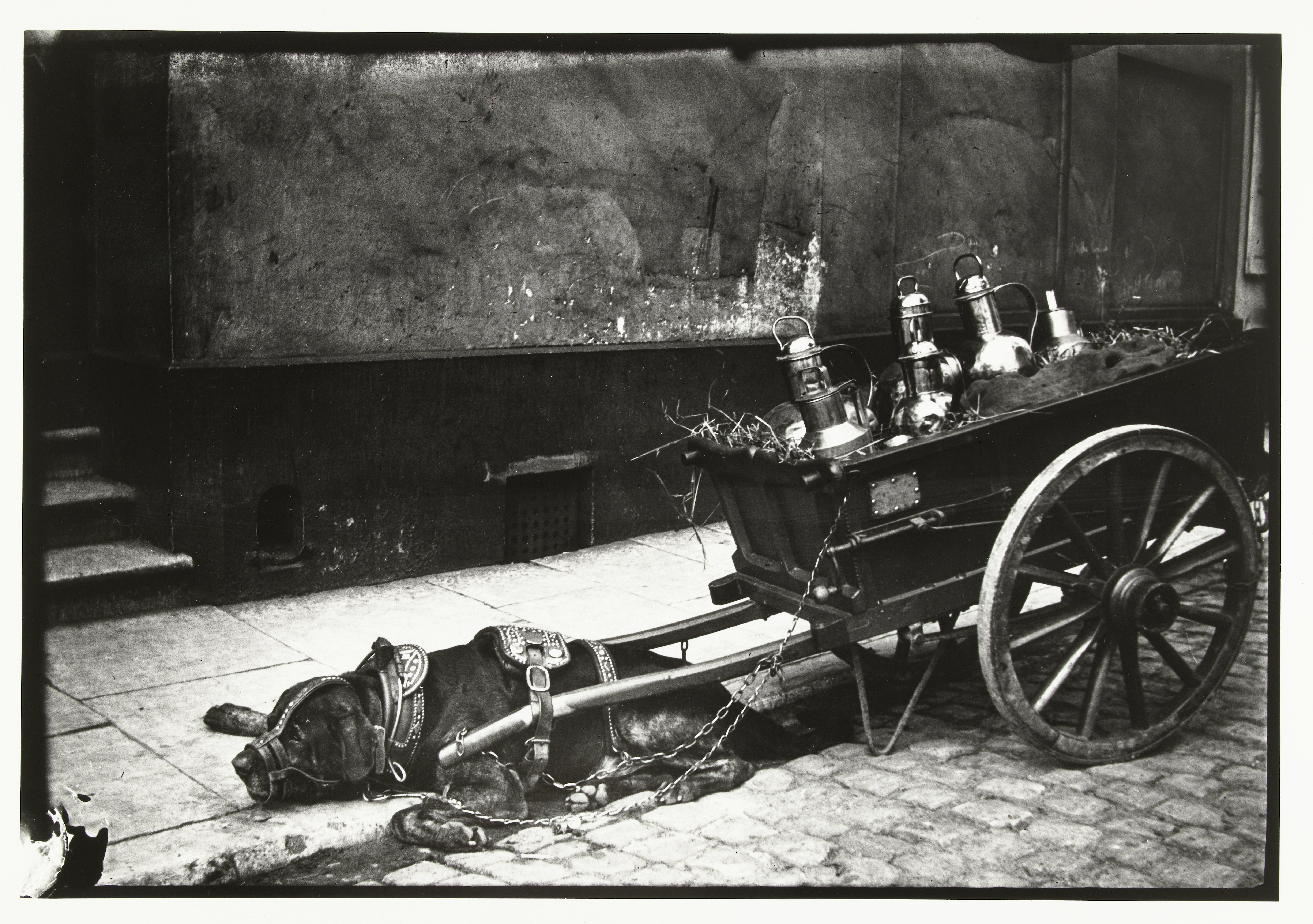
Trekhond voor een kar met bussen gespannen